# The Great Raid
The Great Raid és una pel·lícula bèl·lica de 2005 sobre el rescat de Cabanatuan a l'illa filipina de Luzon, en el marc de la Segona Guerra Mundial. Va ser dirigida per John Dahl i protagonitzada per Benjamin Bratt, James Franco, Connie Nielsen, Marton Csokas, Joseph Fiennes, Motoki Kobayashi i Cesar Montano. La filmació va tenir lloc entre el 4 de juliol i el 6 de novembre de 2002, però la seva publicació es va retardar diversos cops. És una adaptació de dos llibres, l'obra de William Breuer The Great Raid on Cabanatuan City, i la de Hampton Sides Ghost Soldiers.

## Repartiment
- Benjamin Bratt com el tinent-coronel Henry Mucci
- James Franco com el capità Robert Prince
- Connie Nielsen com Margaret Utinsky
- Marton Csokas com el capitar Redding
- Joseph Fiennes com el major Daniel Gibson
- Mark Consuelos com el caporal Guttierez
- Max Martini com el sergent primer Sid "Top" Wojo
- Logan Marshall-Green com el tinent Paul Colvin
- Robert Mammone com el capità Jimmy Fisher
- Cesar Montano com el capità Juan Pajota
- James Carpinello com el caporal Aliteri
- Clayne Crawford com el caporal Alridge
- Craig McLachlan com el tinent Riley
- Sam Worthington com el soldat Lucas
- Kenny Doughty com Pitt
- Natalie Mendoza com Mina
- Paolo Montalbán com el sergent Valera
- Masa Yamaguchi com el tinent Hikobe
- Paul Nakauchi com el sergent Shigeno
- Laird Macintosh com el tinent O'Grady
- Jeremy Callaghan com el tinent Able
- Dale Dye com el tinent-general Walter Krueger
- Brett Tucker com el major Robert Lapham
- Eugenia Yuan com Cora